# Flüchtlinge (Film)
Flüchtlinge ist ein deutscher Abenteuerspielfilm aus dem Jahre 1933 mit nationalistischen und nationalsozialistischen Propagandaelementen. Unter der Regie von Gustav Ucicky spielen Hans Albers und Käthe von Nagy die Hauptrollen.

## Handlung
Nicht weit von der russisch-chinesischen Grenze, in Harbin. Schon seit Tagen befindet sich die mandschurische Stadt in Aufruhr. Fremde Mächte haben Soldaten entsandt -- Chinesen treffen auf Rotarmisten, Briten und Japaner. In die Kämpfe geraten bald auch mehrere westliche Ausländer. Drei von ihnen entscheiden sich am Nachmittag des 6. August 1928 zur Flucht vor den schweren Unruhen. Der deutsche Ingenieur Laudy entdeckt mit einem Begleiter an einer Mauer einen Steckbrief, auf dem nach ihm wegen angeblicher Industriespionage gefahndet wird. 5000 Rubel haben die Russen auf seine Verhaftung ausgesetzt. Ein sowjetischer Kommissar fährt mit seinen Leuten durch die Stadt, schießt mit seinem am Auto festmontierten MG wahllos auf die zusammengepferchten, in der Gluthitze nach Wasser dürstenden Einheimischen und überrollt mit dem Fahrzeug Menschen sowie deren Hab und Gut. Die das Diplomatenviertel Harbins absichernden britischen Soldaten scheren sich nicht um Leid und Elend der Menschen.
Ein kleiner Trupp von Wolgadeutschen, die vor dem bolschewistischen Terror in der UdSSR nach Harbin geflohen sind, will in Richtung Süden zum nächsten Hafen aufbrechen, um von dort nach Deutschland zu reisen. Eine zur selben Zeit in Harbin tagende Kommission des Völkerbundes ist unfähig, wichtige Entscheidungen zu treffen, da in zentralen Fragen wieder einmal Uneinigkeit unter den Delegierten herrscht. Von ihnen und anderen Diplomaten können weder die Bewohner Harbins noch die internationalen Flüchtlinge Hilfe erwarten, im Gegenteil: Als man versucht, in den verbarrikadierten und schwer bewachten Tagungsort vorzudringen, werden sie von zum Schutz der Diplomaten eingesetzten britischen Soldaten mit Waffengewalt davon abgehalten. Während der deutsche Delegierte im Saal über die Drangsalierung der Wolgadeutschen referiert, kommen sowjetische Einheiten und greifen mehrere vor dem Tagungsort auf Hilfe wartende Männer ab, um sie zu verschleppen. Einer schreit laut „Ich will nicht zurück nach Moskau!“.
In diesem allgemeinen Getümmel schreitet ein europäischer Mann in heller, chinesischer Galauniform die Treppe des Konsulatspalastes herab und wird augenblicklich von Laudy angeblafft. Der gibt daraufhin auf Englisch nur kühle Anweisungen an seine Leute, die Treppen von den Menschenmassen „zu säubern“. Mit aufgepflanzten Bajonetten bahnt man dem hochgewachsenen Mann eine Gasse. In der direkten Konfrontation mit Laudy und seiner Schwester Kristja spricht der Mann auf einmal Deutsch und zeigt den Verzweifelten gegenüber nur Verachtung angesichts deren Bettler- und Protestmentalität, die für das Deutschland der Nachkriegszeit ja so typisch sei. Im Streit mit ihnen platzt es aus ihm heraus. Dieser für die Chinesen arbeitende Deutsche hatte einst seine Heimat verlassen, nachdem man ihn über vier Jahre und drei Monate zu Unrecht ins Gefängnis gesteckt hatte -- „Ehrverlust, Stellung unter Polizeiaufsicht, verliehen vom Staat, für meine Liebe zum Vaterland“ inklusive, wie er bitter beklagt. Seine Verachtung für das Nachkriegsdeutschland mit seiner Demokratie, das ihn ins Ausland fern der Heimat getrieben hat, ist offensichtlich grenzenlos. Der Offizier heißt Arneth und ist zutiefst verbittert aus dem für Deutschland verloren gegangenen Weltkrieg heimgekehrt. Ein Ruf Tschiang Kai-Scheks brachte ihn einst nach China, wo er nun als Instruktionsoffizier für die Kuomintang-Regierung arbeitet.
Als Arneth von dem Militärmachthaber der Provinzregierung ein Fahrzeug erbittet, um Harbin zu verlassen, hilft man ihm nicht weiter. Daraufhin nimmt auch er sein Schicksal in die eigene Hand. Die deutschen Flüchtlinge haben sich in der Zwischenzeit an einem Seitengleis des Harbiner Bahnhof eingefunden. Sowjetische Soldateska fahndet nach aus Russland Geflohenen, das Wasser ist knapp. Die Situation der Flüchtlinge wird immer verzweifelter. Bald darf kein Zug mehr Harbin verlassen. Die Stadt liegt mittlerweile unter Beschuss, und Arneth läuft durch rauchende Ruinen. Da findet er ein an einer Mauer angebundenes Pferd, daneben dessen bei einem Angriff getöteten Besitzer. Arneth hat nun ein Fortbewegungsmittel, das ihn aus der Stadt bringen könnte, während die anderen Deutschen auf der Suche nach einem funktionierenden Brunnen einen abgestellten Zug finden, den sie unter Granatbeschuss sofort in Beschlag nehmen. Schließlich erleidet Laudy einen malariabedingten Schwächeanfall und kann nicht länger die Gruppe anführen. Kristja kümmert sich um ihn. Auch Arneth hat den Zug gesehen und besteigt sofort die Lok. Er und Laudys Deutsche werden bald zu einer Schicksalsgemeinschaft auf der Flucht vor den Bolschewiken und den Revolutionswirren.
Ein großer Granattrichter auf dem Güterbahnhof macht jedoch eine Abfahrt mit dem Zug unmöglich, da durch den Granatbeschuss die Abfahrtsgleise zerstört wurden. Arneth und die anderen planen unter großen Gefahren, den Trichter wieder zuzuschütten und die Gleise wiederherzustellen. Angesichts des Zusammenhalts aller Deutschen in der Fremde beginnt auch der zynische und verbitterte Arneth allmählich wieder Vertrauen in die Menschen zu gewinnen. Ein Ziel eint sie: dem Schrecken zu entkommen und die Heimat wiederzusehen. Bald aber ist das bisschen Trinkwasser, das Arneth organisieren konnte, verbraucht, und es kommt zur Meuterei unter den Flüchtlingen. Einige von ihnen versuchen ihren Durst mit dem Wasser aus dem Lokomotivenkessel zu löschen, doch ohne Wasser kann die Lok nicht fahren. Arneth erschießt daraufhin Mannlinger, den Anführer der Meuterer, und kann die anderen davon überzeugen, dass sie ohne den Zug, der nur mit dem Wasser in Gang gesetzt werden kann, keine Chance haben, zu entkommen.
Inzwischen ist eine Wolgadeutsche zum befehlshabenden Sowjetkommissar gegangen und denunziert Laudy, den sie dank des Steckbriefs wiedererkannt hat. Sie spekuliert jedoch nicht auf den Judaslohn von 5000 Rubeln, sie fordert lediglich vom Kommissar die Freilassung ihres von den Sowjets soeben in Harbin festgenommenen Mannes. Während die Einebnung des Granattrichters vorangeht, erfährt die Wolgadeutsche vom Sowjetkommissar, dass er den Befehl bekommen habe, die 45 verbliebenen Wolgadeutschen erschießen zu lassen – „um ein Exempel zu statuieren“, wie er sagt. Als die Wolgadeutsche dies hört, bricht sie vor Entsetzen zusammen. Das hat sie nicht gewollt. Eine vorübergehende Abwesenheit Arneths nutzen indes einige Männer, die nicht an den Erfolg von Arneths Fluchtplan glauben, dazu, erneut zu meutern, sie legen die Arbeit am Granattrichter einfach nieder. Kaum ist Arneth von seiner heimlichen, nächtlichen Materialbeschaffung zurück, bricht unter seinem autoritären Führungsstil der Zwergenaufstand sofort in sich zusammen. In dieser Nacht und in den folgenden Morgenstunden wird mit Hochdruck gearbeitet, der Trichter begradigt, die neuen Schienen verlegt. Und während ein Leben verlischt, entsteht in derselben Sekunde ein neues: Einer der treuesten Helfer Arneths, der junge Peter, stirbt an den Folgen eines Gewehrschusses, während eine hochschwangere Wolgadeutsche ihr Baby zur Welt bringt. Doch der Sowjetkommissar ist den Flüchtlingen bereits auf der Spur, mit einem auf seinem Einsatzfahrzeug montierten Scheinwerfer leuchtet er jeden Winkel Harbins aus.
Der Morgen graut, und Laudy hat sich ein wenig erholt. Er klettert in die Lok und fährt sie vorsichtig über die ausgebesserte Stelle. Die Schienen geben unter der schweren Last des Zuges leicht nach, doch sie halten. Der Jubel ist unbeschreiblich, und schnell besteigen alle Flüchtlinge die Waggons. Der Sowjetkommissar nähert sich mit seinen Leuten dem Zug und lässt auf ihn schießen. Arneth hat sich in den vorletzten Waggon begeben. Eine von einem Russen hinterhergeworfene Granate lässt den letzten Waggon entgleisen. Dieser rattert jetzt auf dem Kiesbett neben den Gleisen. Dadurch droht die gesamte Flucht zu scheitern, da der Zug so nicht richtig Fahrt aufnehmen kann. Arneth koppelt unter ganzem Körpereinsatz diesen letzten, bereits stark qualmenden Waggon vom Zug ab und rennt anschließend, unter sowjetischem Beschuss stehend, über die vorderen Waggondächer zur Lok. Währenddessen beschließt die in Harbin tagende Hohe Kommission des Völkerbundes, sich bezüglich der Flüchtlingsproblematik und der Drangsalierung der Wolgadeutschen zu vertagen. Lediglich der deutsche Delegierte stimmt, von allen schmählich im Stich gelassen, dagegen. Derweil rollen Arneth, Kristja Laudy, ihr Bruder und die anderen der Freiheit entgegen.

## Produktionsnotizen
Gedreht wurde von Juli bis Mitte September 1933. Flüchtlinge passierte am 1. Dezember 1933 die Filmzensur und wurde am 8. Dezember 1933 in Berlins UFA-Palast am Zoo erstaufgeführt.
UFA-Herstellungsgruppenleiter Günther Stapenhorst übernahm auch die Produktionsleitung, sein Produktionsassistent war Erich von Neusser. Die Aufnahmeleitung hatte Otto Lehmann. Die umfangreichen Filmbauten stammen von Robert Herlth und Walter Röhrig. Für den Ton sorgte Hermann Fritzsching, Werner Krien assistierte Chefkameramann Fritz Arno Wagner.
Das Marschlied Weit ist der Weg zurück ins Heimatland, so weit, weit, weit von Ernst Erich Buder wurde bereits 1931 im Film Die andere Seite verwendet.
Flüchtlinge war der erste Film, der am 1. Mai 1934 mit dem soeben geschaffenen NS-Staatspreis ausgezeichnet wurde. Darüber hinaus erhielt er das Prädikat „Staatspolitisch und künstlerisch wertvoll“. 1945 wurde die Aufführung des Films von den alliierten Militärbehörden in Deutschland verboten.
Der vielsprachige Baltendeutsche Andrews Engelman, der den skrupellosen Sowjetkommissar verkörpert, spricht als einziger der Mitwirkenden alle vier im Film gesprochenen Sprachen.
Eine zeitgleich hergestellte, französische Fassung entstand unter dem Titel Au bout du monde. Als Dialogregisseur wurde Ucicky der Franzose Henri Chomette zur Seite gestellt. Während Käthe von Nagy ihren Part in dieser Fassung wiederholte, übernahm Pierre Blanchar die Albers-Rolle. Jedoch erhielten in Au bout du monde die deutschen Charaktere französische Namen.
Flüchtlinge wurde infolge des Hitler-Stalin-Paktes Ende August 1939 aufgrund seines stark antisowjetischen Tenors wieder vom Spielplan genommen. Nach dem deutschen Angriff auf die Sowjetunion im Juni 1941 wurde Flüchtlinge von der Filmzensur am 2. August 1941 zur Wiederaufführung in Deutschland freigegeben.
Der Film enthält eine Fülle von Propagandaelementen, die zutiefst nationalsozialistischen Auffassungen entsprechen:
- Der von Hans Albers dargestellte Arneth ist vom deutschen Parlamentarismus der Weimarer Republik zutiefst enttäuscht, entwickelt sich aber im Laufe des Films zu einer klassischen Führerfigur, die nicht diskutiert, sondern befiehlt. Der im Innern seiner Persönlichkeit vollzogene Wandel vom verbitterten Egoisten und Pessimisten zum handelnden Haudegen, der den Aufbruch zu neuen Ufern wagt, soll ganz bewusst auch den in Deutschland vollzogenen Wandel 1933 dokumentieren und widerspiegeln.
- Die internationalen Diplomaten reden ohne Ende, ohne wirklich Dinge zum Besseren zu bewegen. Winkelzüge, Einwände und Vertagungen bestimmen das Prozedere. Manche Delegierte gähnen oder schlafen, andere grinsen höhnisch. Am Leid der Menschen vor Ort scheint niemand interessiert. Der Völkerbund, dessen Vertreter hier in Harbin tagen, wird als ineffektive und überflüssige Schwatzbude verzeichnet und denunziert.
- Die sowjetischen Kommissare sind verroht und brutal in ihrer Vorgehensweise, ihre Führung wird als barbarisch gezeichnet.
- Deren britisches Pendant, die zum Schutz der internationalen Tagungsteilnehmer abgestellten, englischen Soldaten, werden als stur, kalt und emotionslos dargestellt. Als der sowjetische Kommissar auf der Suche nach Laudy sein britisches Gegenüber befragt, kooperiert dieser sogar mit ihm.

## Kritiken
„FLÜCHTLINGE, ihr nächstes Werk, entstand nach dem Roman des Filmautors. Die Geschichte einer Gruppe Wolga-Deutscher, die unter der Leitung eines von Demokratie verbitterten, doch schließlich national erweckten Republikflüchtlings aus der von sowjetischen und japanischen Truppen umkämpften Mandschurei ins Reich heimfinden, realisierte Ucicky als Genre-Abenteuer. In der Figur des Helden -- mit Hans Albers besetzt -- ausgestattet als Führerpersönlichkeit, mit eiserner Energie, Entschlossenheit und Rücksichtslosigkeit, aber dennoch „sympathisch und menschlich“, wird der Heroenkult des neuen Regimes transportiert. Seine Gegenspieler, nicht minder holzschnittartig gezeichnet, sind als Vertreter fiesen Untermenschentums gedacht, aber doch so ungebändigt, daß sie den Reiz des Außenseitertums befördern.“

„Mit „Flüchtlinge“ […] ist plötzlich der „neue“ Film da, der seit der nationalsozialistischen Revolution gefordert und erstrebt wird. Dieses Filmwerk ist vom „neuen Geist“ getragen, denn es verkörpert die hohen sittlichen Ideen der Selbsthilfe und des Führerprinzips. […] Es ist wirklich geworden, was wir immer wieder vom Film verlangten, was verlangt werden muß, wenn anders der Film überhaupt mehr sein soll als ein oberflächlicher Zeitvertreib, wenn er den Menschen mehr geben soll als ein paar Stunden Bilderbeschauen. Hier  ist auch eine Gesinnung, eine Überzeugung, hier ist eine tragende, gestaltende Idee, und sie ist nicht ein Einsprengsel, nicht eine wortreiche Episode im Filmgeschehen […] Und sie ist keine Idee, die uns fremd wäre, sondern eine, die zeitnahe ist: das Arbeiten, Kämpfen, Sterben für ein hohes Ziel, der Einsatz eines jeden für alle, der von einem einzelnen geweckte und gehaltene einigende Glaube an die befreiende Macht der opferwilligen Tat. […] Hans Albers ist auch hier wieder einmal der draufgängerische Abenteurer, doch nicht selbstherrlicher, als es das Ganze zuläßt. Er erlebt seine Rolle mit dem letzten Nerv und füllt sie aus mit seiner großen Kunst, die nach dieser Leistung als „Flüchtling“ und als harter, unbeugsamer Führer wohl von niemandem mehr bezweifelt wird. […] Damit ist dieser Film ein wahrer Deutschenspiegel geworden.“

„Erster dramatischer Abenteuerfilm, der den Forderungen der neuen NS-Machthaber an die Filmproduktion genau entsprach und dafür den Staatspreis 1933/34 erhielt: Im pseudohistorischen Rahmen wird der Völkerbund verspottet, das Führerprinzip verherrlicht und die Bindung an Blut und Boden heroisiert („Für etwas sterben -- Den Tod wünsch‘ ich mir“).“